# Jamie Nieto
James ("Jamie") Nieto (Seattle, 2 november 1976) is een Amerikaans hoogspringer. Hij werd meervoudig Amerikaans kampioen op deze discipline. Hij nam eenmaal deel aan de Olympische Spelen, maar won bij die gelegenheid geen medaille.
In 2000 kon hij zich niet te kwalificeren voor de Olympische Spelen van Sydney doordat hij vijfde werd op de Amerikaanse olympische selectiewedstrijden.
Nieto kende zijn doorbraak in 2003 met het winnen van de Amerikaanse kampioenschappen hoogspringen. Later dat jaar won hij een zilveren medaille op de Pan-Amerikaanse Spelen in Santo Domingo. Op de wereldkampioenschappen atletiek 2003 in Parijs haalde hij de finale waar hij met 2,29 m zevende werd.
In 2004 werd Nieto eerste op de Amerikaanse olympische selectiewedstrijden. Op de Olympische Spelen van 2004 in Athene werd hij met een persoonlijk record van 2,34 vierde en miste hiermee op een haar na het podium. Ook op de wereldatletiekfinale van dat jaar in Monaco eindigde hij op een vierde plaats. Op de wereldkampioenschappen atletiek 2007 in Osaka werd hij met 2,26 m in de voorrondes uitgeschakeld.
Nieto studeerde aan het Eastern Michigan University (1999), Sacramento City College (1996) en de Valley High School (1994).

## Titels
- Amerikaans kampioen hoogspringen (outdoor) - 2003, 2004
- Amerikaans kampioen hoogspringen (indoor) - 2004

## Persoonlijke records
| Onderdeel              | Prestatie | Datum            | Plaats   |
| ---------------------- | --------- | ---------------- | -------- |
| hoogspringen (outdoor) | 2,34 m    | 22 augustus 2004 | Athene   |
| hoogspringen (indoor)  | 2,32 m    | 11 februari 2004 | Weinheim |

## Prestaties

### Kampioenschappen
| Jaar | Wedstrijd              | Plaats         | Resultaat | Prestatie |
| ---- | ---------------------- | -------------- | --------- | --------- |
| 2003 | WK                     | Parijs         | 7e        | 2,29 m    |
|      | Pan-Amerikaanse Spelen | Santo Domingo  | 2e        | 2,28 m    |
|      | Wereldatletiekfinale   | Monaco         | 3e        | 2,30 m    |
| 2004 | WK indoor              | Boedapest      | 9e        | 2,20 m    |
|      | OS                     | Athene         | 4e        | 2,34 m    |
|      | Wereldatletiekfinale   | Monaco         | 4e        | 2,27 m    |
| 2007 | Pan-Amerikaanse Spelen | Rio de Janeiro | 7e        | 2,21 m    |
| 2008 | Wereldatletiekfinale   | Stuttgart      | 7e        | 2,22 m    |
| 2012 | OS                     | Londen         | 6e        | 2,29 m    |

### Diamond League-podiumplekken
| Jaar | Wedstrijd         | Plaats   | Resultaat | Prestatie |
| ---- | ----------------- | -------- | --------- | --------- |
| 2012 | Adidas Grand Prix | New York | 3e        | 2,31 m    |

- World Athletics: 14247231
- International Standard Name Identifier: 0000 0003 6566 5284
- Library of Congress Control Number: no2012024953
- Virtual International Authority File: 232362760
- WorldCat: E39PBJvt7TvHfC7DfBJ9gC8jYP